# Xã Melrose, Quận Stearns, Minnesota
Xã Melrose (tiếng Anh: Melrose Township) là một xã thuộc quận Stearns, tiểu bang Minnesota, Hoa Kỳ. Năm 2010, dân số của xã này là 759 người.